# یهود (استان بابل)
یهود (انگلیسی: Yehud) استانی از امپراتوری بابل نو بود که در قلمروهای سابق پادشاهی یهودا تأسیس شد، که پس از شورش‌های یهودا و محاصره اورشلیم (۵۸۷ قبل از میلاد) در ۵۸۷/۶ ق توسط بابلی‌ها ویران شد.